# Cratere Poti
Poti  è un cratere sulla superficie di Marte.